# Aleuroduplidens wellsae
Aleuroduplidens wellsae là một loài côn trùng cánh nửa trong họ Aleyrodidae, phân họ Aleyrodinae.
Aleuroduplidens wellsae được Martin miêu tả khoa học đầu tiên năm 1999.